# Józef Hermanowicz
Józef Hermanowicz (* 27. Juli 1929 in Baranowicze, heute Baranawitschy in Belarus; † 30. Oktober 2018) war ein polnischer Politiker der Chrześcijańska Partia Pracy und von 1991 bis 1993 Vorsitzender der Abgeordnetengruppe des Wahlbündnisses Chrześcijańska Demokracja, über dessen Liste er in den Sejm der I. Wahlperiode gewählt worden war.

## Leben und Beruf
Hermanowicz schloss 1956 sein Studium des Bauwesens an der Technischen Universität Danzig ab. Anschließend spezialisierte er sich auf Tätigkeiten in der Denkmalpflege und die Sanierung historischer Gebäude. In diesem Bereich gründete er ein Familienunternehmen, das vorwiegend im Gebiet der heutigen Woiwodschaft Lebus aktiv war.

## Politik
Bei der ersten freien Parlamentswahl 1991 wurde Hermanowicz als Mitglied der Chrześcijańska Partia Pracy auf der Liste des Wahlbündnisses Chrześcijańska Demokracja in den Sejm gewählt, wo er die Abgeordnetengruppe des Wahlbündnisses leitete. Bei der Parlamentswahl 1993 kandidierte er für seine Partei, die sich inzwischen „Federacja Polskiej Przedsiębiorczości“ nannte, im Rahmen des neuen Wahlbündnisses Katolicki Komitet Wyborczy „Ojczyzna“. Mit 6,4 % der Stimmen scheiterte das Bündnis an der für Wahlbündnisse geltenden 8-%-Hürde. Hermanowicz schied daher aus dem Sejm aus.

## Ehrungen
- 2005 Offizierskreuz des Ordens Polonia Restituta[6]
- 2007 „Szablą Kilińskiego“ des Polnischen Handwerksverbandes[7]